# پدرو هریرا (بازیکن فوتبال)
پدرو هریرا (انگلیسی: Pedro Herrera؛ زادهٔ ۱۷ ژوئیهٔ ۱۹۵۹) بازیکن فوتبال اهل اسپانیا است.
از باشگاه‌هایی که در آن بازی کرده‌است می‌توان به باشگاه فوتبال سلتاویگو، باشگاه فوتبال اتلتیک بیلبائو، و باشگاه فوتبال رئال ساراگوسا اشاره کرد.